# Rimantas Sinkevičius

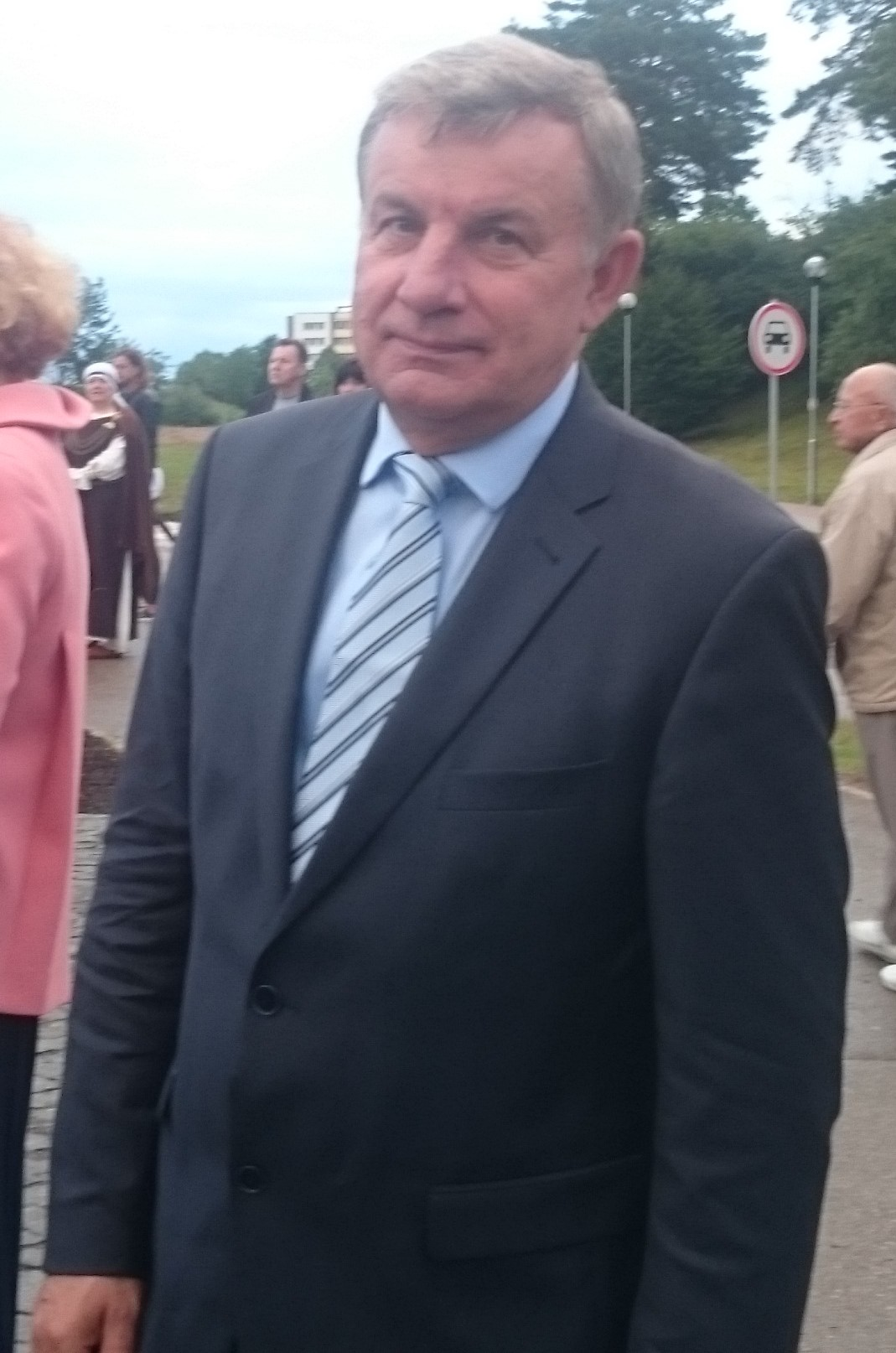
Rimantas Sinkevičius, 2016 in Jonava

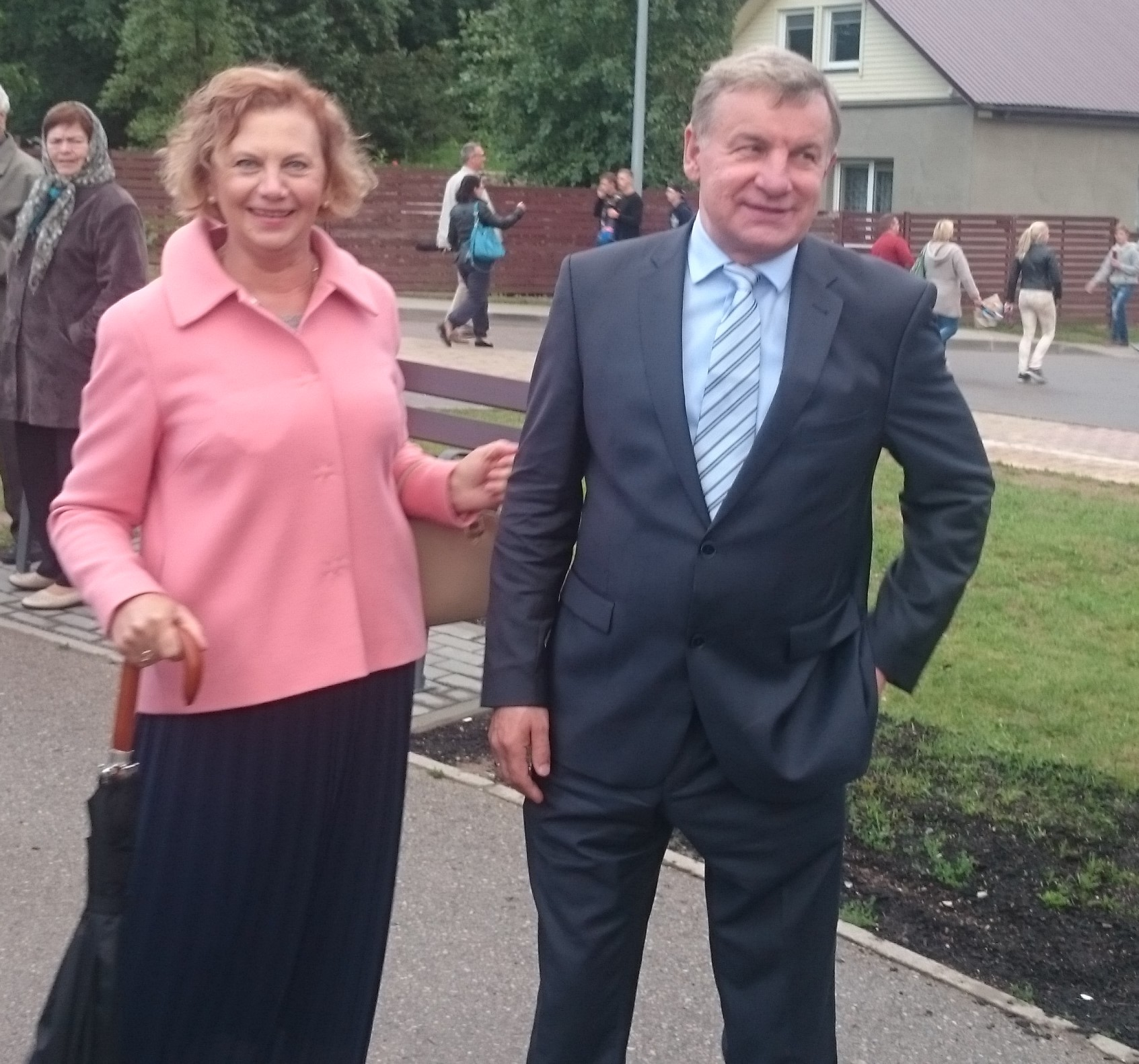
Rimantas Sinkevičius mit seiner Frau Ligita (Joninių slėnis, 2016)

Rimantas Sinkevičius (* 3. April 1952 in Jūsiškės, Rajongemeinde Anykščiai) ist ein litauischer sozialdemokratischer Politiker. Von 2008 bis 2020 war er und seit November 2024 ist er Mitglied des Seimas. Von Juli 2020 bis November 2020 Wirtschaftsminister Litauens, von 2012 bis 2016  Verkehrsminister Litauens und bis 2008 Abteilungsmanager der Unternehmensgruppe UAB „Koncernas Achemos grupė“, im Herbst 2024 kommissarischer Bürgermeister der Rajongemeinde Jonava.

## Ausbildung und Karriere
Nach dem Abitur 1970 an der Mittelschule Kavarskas bei Anykščiai absolvierte Sinkevičius 1975 das Studium der Chemietechnologie am Polytechnischen Institut in Kaunas und wurde Ingenieur. Ab 1980 arbeitete er im Staatsbetrieb „Azotas“ in Jonava und war leitender Ingenieur und Schichtleiter. Von 2005 bis 2008 war er Entwicklungsdirektor von UAB „Koncernas Achemos grupė“.

## Politik
Von 1995 bis 2003, von 2007 bis 2011  und von 2023 bis November 2024 war Rimantas Sinkevičius Mitglied im Rat sowie von Ende September bis Anfang November 2024 kommissarischer Bürgermeister der Rajongemeinde Jonava. Von 2000 bis 2004 und von 2008 bis 2020 war  er Seimas-Mitglied, ausgewählt im Wahlkreis Jonava. Er war Mitglied des Wirtschaftsausschusses und Mitglied der Fraktion LSDP und dann der LSDDP. Seit dem 14. November 2024 ist er Mitglied im 14. Seimas. Er wurde in der Liste der LSDP ausgewählt. 
Von 2012 bis zum 13. Dezember 2016 war Sinkevičius Verkehrsminister Litauens. Vom  26. August bis zum 7. September 2014 war er auch kommissarischer Energieminister Litauens. Vom 30. Juni 2020 bis November 2020 war er Wirtschaftsminister Litauens im Kabinett Skvernelis, ernannt von Präsident Gitanas Nausėda. Davor war auch sein Sohn Mindaugas Sinkevičius als Wirtschaftsminister im Kabinett von Saulius Skvernelis tätig. 
Rimantas Sinkevičius war Mitglied von LSDDP. Davor war er Mitglied der LDDP und LSDP, Sektionsleiter in Jonava.

## Familie
Rimantas Sinkevičius ist verheiratet. Seine Frau Ligita Sinkevičienė (* 1958) arbeitete als Technologin bei „AB Achema“.
Seine Tochter Rūta Sinkevičiūtė-Jasilionė (* 1987) ist Rechtsanwältin in der Wirtschaftskanzlei „Valiūnas ir partneriai Ellex“.
Sein Sohn Mindaugas Sinkevičius (* 1984) ist ausgebildeter Manager. Bis 2024 war er Bürgermeister der Rajongemeinde Jonava und früher kurzzeitiger Wirtschaftsminister Litauens.